# Perkowice
Perkowice – wieś w Polsce położona w województwie lubelskim, w powiecie bialskim, w gminie Biała Podlaska. Przez miejscowość przepływa Zielawa, rzeka dorzecza Bugu, dopływ Krzny.
W latach 1975–1998 miejscowość administracyjnie należała do województwa bialskopodlaskiego.
Wieś jest sołectwem w gminie Biała Podlaska. Według Narodowego Spisu Powszechnego z roku 2011 wieś liczyła 239 mieszkańców.
We wsi znajduje się przystanek kolejowy Perkowice.
Wierni Kościoła rzymskokatolickiego należą do parafii Narodzenia Najświętszej Maryi Panny w Ortelu Książęcym.